# Population (revue)
Pour les articles homonymes, voir Population (homonymie).
Population est une revue scientifique de démographie éditée par l'Institut national d'études démographiques et créée en 1946. Jusqu'en 2002, la revue était publiée en langue française. Depuis 2002, il existe une version francophone et une version anglophone.